# 225 (nombre)
Cet article concerne le nombre 225. Pour l'année, voir 225.
225 (deux cent vingt-cinq) est l'entier naturel qui suit 224 et qui précède 226.

## En mathématiques
Deux cent vingt-cinq est :
- le carré de 15.
- un nombre octogonal.
- un nombre octogonal centré.
- un nombre refactorisable.
- la somme des cubes des cinq premiers entiers.
- un nombre Harshad.

## Dans d'autres domaines
Deux cent vingt-cinq est aussi :
- L'Antonov An-225 Mriya (« le rêve » en ukrainien) est un avion de transport très gros porteur.
- Le Morane-Saulnier MS.225 fut le premier chasseur français en service doté d'un propulseur compressé.
- Un plateau de Scrabble comporte 225 cases.
- En système de communications, la norme H.225.0 est une sous-norme de H.323 décrivant un ensemble de protocoles utilisés dans les transmissions multimédia.
- Années historiques : -225, 225.